# Massacre de Caiazzo
O massacre de Caiazzo (em italiano:  Eccidio di Caiazzo, em alemão:  Massaker von Caiazzo) foi o massacre de 22 civis italianos em Caiazzo, Campânia, sul da Itália, em 13 de outubro de 1943, durante a Segunda Guerra Mundial, por membros da 3.ª Divisão de Infantaria alemã. O massacre foi descrito como de natureza particularmente brutal e seu líder, o tenente Wolfgang Lehnigk-Emden, foi logo depois capturado pelas forças aliadas. Lehnigk-Emden confessou parte do crime, mas foi posteriormente libertado acidentalmente e, pelas próximas quatro décadas, não foi julgado.
Em 1994, um tribunal italiano condenou Lehnigk-Emden e um oficial não comissionado da divisão, Kurt Schuster, à prisão perpétua à revelia, mas nenhum deles foi extraditado pela Alemanha. Lehnigk-Emden também foi julgado na Alemanha em um caso que foi ao tribunal superior, o Bundesgerichtshof; ele foi considerado culpado, mas libertado porque o prazo prescricional havia expirado. Isso causou indignação considerável na Alemanha e na Itália devido à natureza particularmente brutal do crime.

## Massacre
Em 13 de outubro de 1943, o dia em que a Itália declarou guerra à Alemanha nazista, as forças alemãs estavam se retirando da área ao redor do rio Volturno. Em Monte Carmignano, a 3.ª Companhia do 29.º Regimento Panzergrenadier vinha assumindo posições defensivas, parte da Linha Volturno, e estava ameaçada pelo avanço das forças americanas. As unidades alemãs na área temiam ataques de guerrilheiros locais e reagiram com violência, resultando na execução de 33 civis locais no período entre 2 e 13 de outubro, sendo o pior desses incidentes o massacre de Caiazzo.
À noite, Lehnigk-Emden avistou o que considerava ser sinais secretos de uma grande fazenda próxima aos americanos que avançavam. Lehnigk-Emden, que não era particularmente respeitado por seus soldados, entrou na fazenda com alguns deles e encontraram 22 camponeses de quatro famílias diferentes, escondidos ali dos combates previstos. O comandante da empresa, Draschke, ordenou a execução dos quatro chefes das famílias. Essa ordem foi realizada, bem como o assassinato de três mulheres que tentaram impedir que os soldados alemães o fizessem. Lehnigk-Emden confessou durante o cativeiro que fazia parte desse comando de execução, cuja ação foi classificada como homicídio culposo pelos tribunais alemães.
Depois disso, Lehnigk-Emden e dois sargentos, um deles Kurt Schuster, retornaram à fazenda onde estavam escondidas as quinze mulheres e crianças restantes. Eles lançaram granadas de mão pela janela e atiraram e sobreviventes com baioneta tentando escapar. Wilhelm May, um soldado alemão que não estava envolvido na segunda parte do massacre, testemunhou posteriormente como testemunha dos eventos de que mulheres e crianças foram brutalmente assassinadas.

## Posteriormente

### Captura e escape
Lehnigk-Emden e membros de sua empresa foram capturados pelas forças americanas em 4 de novembro de 1943 e imediatamente interrogados sobre o massacre do jornalista alemão Hans Habe. Em uma entrevista em um campo de prisioneiros de guerra em Aversa, Itália, Lehnigk-Emden confessou ter participado da primeira parte do massacre, mas negou seu envolvimento na segunda parte. Em 1944, enquanto prisioneiro de guerra em um campo especial para criminosos de guerra na Argélia, Lehnigk-Emden não demonstrou remorso por suas ações, mas disse a outro prisioneiro de guerra alemão que, se soubesse que seria preso por suas ações, ele o faria mataram mais. Ele tentou escapar, mas foi ferido e, eventualmente, levado para a Europa em um navio-hospital britânico. Ele foi deixado acidentalmente em Gotinga.

### Vida pós-guerra
Na Alemanha do pós-guerra, Lehnigk-Emden trabalhou como arquiteto e viveu, a partir de 1950, em Ochtendung, perto de Coblença. Ele era considerado um bom cidadão e ativo no clube de carnaval local. Ele se juntou ao Partido Social Democrata da Alemanha. Ele e sua família tiraram férias no norte da Itália, mas ele nunca mencionou os eventos de Caiazzo. Após os processos judiciais, Lehnigk-Emden continuou morando em Ochtendung, onde seus netos participavam de eventos organizados com a geminação de Caiazzo e Ochtendung.